# 아실기 운반 단백질
아실기 운반 단백질(영어: acyl carrier protein, ACP)은 지방산 생합성 및 폴리케타이드 생합성에서의 보조 인자이다. 아실기 운반 단백질은 대장균 세포에서 가장 풍부한 단백질 중 하나이다. 두 경우 모두 성장하는 사슬은 4'-포스포판테테인 부분의 원위 싸이올로부터 유래된 싸이오에스터를 통해 아실기 운반 단백질에 결합된다.

## 구조
아실기 운반 단백질은 구조적 및 아미노산 유사성이 높은 작은 음전하 α-나선 다발 단백질이다. 다양한 핵자기 공명(NMR) 및 결정학 기술을 사용하여 다양한 아실기 운반 단백질의 구조가 해결되었다. 아실기 운반 단백질은(ACP) 비리보솜 펩타이드 생성효소의 펩티딜기 운반 단백질(영어: peptidyl carrier protein, PCP)의 구조 및 메커니즘과 관련되어 있다.

## 생합성
비활성 아포 아실기 운반 단백질이 발현된 후 4'-포스포판테테인 부분이 세린 잔기에 부착된다. 이 결합은 4'-포스포판테테이닐 전이효소인 아실기 운반 단백질 생성효소(ACPS)에 의해 매개된다. 4'-포스포판테테인은 지방산 생성효소의 아실기 운반 단백질, 폴리케타이드 생성효소의 아실기 운반 단백질, 비리보솜 펩타이드 합성효소(NRPS)의 아릴기 운반 단백질(ArCP)뿐만 아니라 펩티딜기 운반 단백질(PCP)를 포함한 여러 아실기 운반 단백질의 보결분자단이다.

## 같이 보기
- 아실기
- 운반 단백질
- 지방산 합성
- 보조 인자